# Haft richelieu

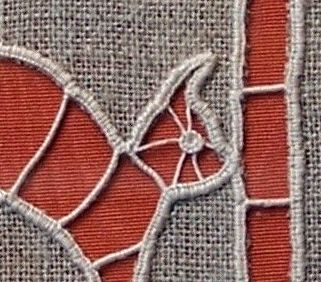

Haft richelieu, haft wenecki – rodzaj ażurowego haftu imitującego koronkę.
Jest to haft biały z dzierganymi ażurowymi kompozycjami, wypełnionymi słupkami lub pajączkami, umieszczanymi jako łączenia w miejscu usuniętej tkaniny, najpierw otoczonej ściegiem dzierganym, a następnie wyciętej od spodu. Wprowadzony w XVII wieku we Francji, wykonywany w ręku (bez tamborka), uchodzi za łatwy i efektowny.  Nazwę przyjęto na cześć francuskiego męża stanu, kardynała Richelieu.